# DN1
De DN1 of Drum Național 1 (Nationale weg 1) is een nationale weg in Roemenië. De weg loopt van Boekarest naar de Hongaarse grens bij Borș en is 642 kilometer lang. Het gedeelte tussen Boekarest - Ploiești is erg belangrijk voor het vervoer van en naar de vliegvelden Henri Coandă en Aurel Vlaicu, en naar het toeristische Bucegigebergte.
Eind 2005 is de DN1 bij Boekarest-Noord - Otopeni uitgebreid. Nu zijn er drie rijstroken aan elke kant, er zijn twee nieuwe kruispunten en er is een nieuwe brug.
Een modern CC-TV systeem is er ook geïnstalleerd om een te hoge snelheid en ongelukken te voorkomen tussen Boekarest en Sinaia.

## Europese wegen
De volgende Europese wegen lopen met de DN1 mee:
- Boekarest - Brașov en Turda - Hongarije
- in Brașov
- Brașov - Sebeș
- Tălmaciu - Cluj-Napoca
- in Oradea
- Oradea - Hongarije